# Tribalus unistrius
Tribalus unistrius är en skalbaggsart som beskrevs av Lewis 1908. Tribalus unistrius ingår i släktet Tribalus och familjen stumpbaggar. Inga underarter finns listade i Catalogue of Life.